# Кайлунго (футбольный клуб)
«Кайлунго» — сан-маринский футбольный клуб из одноимённого посёлка, в настоящий момент выступает в Чемпионате Сан-Марино по футболу, в группе А. Клуб основан в 1974 году, домашние матчи проводит на стадионе «Фонте дель’Ово», вмещающем 500 зрителей. Лучшим результатом клуба в чемпионатах Сан-Марино, является второе место в сезоне 2001/02. «Кайлунго» имеет на своем счету выход в финал Кубка Сан-Марино в 2002 году и победу в Суперкубке Сан-Марино в том же году.

## Достижения
- Чемпионат Сан-Марино:
  - Серебро (1): 2002.
  - Бронза (1): 2004.
- Кубок Сан-Марино:
  - Финалист (1): 2002.
- Суперкубок Сан-Марино:
  - Обладатель (1): 2002.